# Brigitte Sy
Brigitte Sy – francuska aktorka filmowa.

## Życie prywatne
Związana z reżyserem Philippe'em Garrelem, u którego zagrała w filmach: Noc wolności (Liberté, la nuit, 1983), Zapasowe pocałunki (Les Baisers de secours, 1989), Zwyczajni kochankowie (Les Amants réguliers, 2005). Mają syna Louisa (ur. 14 czerwca 1983).

## Filmografia

### filmykinowe
- 2005: Zwyczajni kochankowie (Les Amants réguliers)
- 1998: Melodia dla Hustlera (Cantique de la racaille) jako Véronique
- 1997: Ma 6-T va crack-er jako dyrektorka liceum
- 1997: Genealogia zbrodni (Généalogies d'un crime) jako Jeanne
- 1991: Schadzka z Wenus (Meeting Venus) jako francuska urzędniczka celna
- 1991: Już nie mogę słuchać gitary (J'entends plus la guitare) jako Aline
- 1989: Zapasowe pocałunki (Les Baisers de secours) jako Jeanne
- 1983: Noc wolności (Liberté, la nuit) jako Micheline, żona László
- 1979: Życiorys francuskiej dziwki (La Dérobade)

### filmyTV
- 2000: L'Amour prisonnier jako Marlène

### filmykrótkometrażowe
- 2006: Deluge jako jego matka